# Athanase Détournelle
Athanase Desrues, dit Athanase Détournelle, est un architecte français né à Paris le 24 février 1766 et mort dans la même ville le 27 mai 1807.

## Biographie
Il écrit en 1790 sous le nom de Detrou la biographie de Jean-Sylvain Bailly, premier maire de Paris.
En 1793, Athanase Détournelle est le secrétaire de la Société populaire et républicaine des arts. Il rédige le Journal de la Société populaire et républicaine des arts, du 19 février au 20 mai 1794.
Athanase Détournelle est architecte de la Ville de Paris.
Il a fait les plans de la fontaine de la Paix réalisée à la demande de Napoléon Ier pour commémorer le traité de paix d'Amiens qui est installée en 1807 en périphérie de la place Saint-Sulpice avant d'être déplacée en 1824 dans le marché Saint-Germain, finalement placée en 1935 allée du Séminaire.
Comme d'autres architectes exerçant pendant la Révolution et le Premier Empire (Charles Percier, Pierre Fontaine, Louis-Pierre Baltard, Charles Normand) qui ont dû faire face à une pénurie de travaux, il a écrit des livres et a été éditeur, en profitant de la dérèglementation du métier d'éditeur pendant la Révolution.
C'est surtout par la publication des six numéros du Journal de la Société républicaine des arts qu'il est resté connu. Il a donné quelques projets aux Salons :
- un pont pour relier l'Arsenal et le Museum d'histoire naturelle, au Salon de 1795,
- un plan général et une élévation d'une caserne de cavalerie au Salon de 1800,
- des projets d'architecture en 1804,
- plan, coupe et élévation d'une salle de spectacle au Salon de 1806.

Il publie plusieurs ouvrages. Avec Vaudoyer at Allais, un ouvrage sur les Grands prix d'architecture, prépare un Recueil d'architecture colorié par Genain. Il donne un ouvrage sur la charpente conçue par Philibert de Lorme. Il met Vignole à la portée des jeunes élèves. Il crée un Journal d'architecture. Il collabore au Journal des sciences et littérature où il polémique assez volontiers. 
En 1811, sa veuve propose de vendre des ouvrages d'architecture rédigés par feu son mari à l'Académie des beaux-arts.

## Famille
- Athanase Détournelle marié avec Louise-Suzanne Boucton (Paris, paroisse Sainte-Marguerite, 24 octobre 1764-Paris, 30 mai 1849[5])
  - Victor Lepelletier-Desrues, dite Détournelle (31 janvier 1793-1850), admis à l'École des beaux-arts en 1812, architecte de la Ville de Paris[6].

## Publications
- Detrou, Vie de M. Jean-Sylvain Bailly, premier maire de Paris, dédiée et présentée a l'Assemblée nationale, Paris, Imprimerie de la liberté, de la vérité et surtout de l'impartialité, 1790 (lire en ligne)
- Réflexions sur les programmes et les concours par le citoyen Détournelle architecte, Imprimerie Fantelin, 1794 (lire en ligne) (extrait du Journal des arts, tome VI)
- Aux armes et aux arts ! Peinture, sculpture, architecture, gravure, Journal de la Société républicaine des arts, séante au Louvre, salle du Laocoon, rédigé par Détournelle, architecte. Première partie : Du 1er ventôse au 1er prairial, Chez l'auteur, an 2 (1794) (lire en ligne)
- Charpente de Philibert Delorme, architecte vivant au milieu du XVIe siècle ; ouvrage remis au jour deux-cent-cinquante ans après son invention par le Ccn Détournelle, architecte (lire en ligne)
- Des Funérailles, mémoire qui a concouru pour le prix de l'Institut, en vendémiaire an IX par le citoyen Détournelle, architecte, Paris, an 9 (1800) (lire en ligne)
- « Histoire des concours en architecture, et coup-d'œil sur ceux qui ont eu lieu en France depuis Louis XIV », Journal des arts, des sciences et de la littérature, no 145,‎ 5 thermidor an 9, p. 145-148 (lire en ligne), 15 thermidor an IX, no 147, p. 193-197 (lire en ligne), 20 thermidor an IX, no 148, p. 217-221 (lire en ligne), 25 thermidor an IX, no 149, p. 241-244 (lire en ligne), 30 thermidor an IX, no 150, p. 265-268 (lire en ligne), 5 fructidor an IX, no 151, p. 289-293 (lire en ligne), 10 fructidor an IX, no 152, p. 313-318 (lire en ligne), 15 fructidor an IX, no 153, p. 347-352 (lire en ligne), 20 fructidor an IX, no 154, p. 373-378 (lire en ligne)
- « Sur le concours des arcs de triomphe exposés le 15 frimaire an XI (6 décembre 1802) », Journal des arts, no 245,‎ 1802
- Nouveau Vignole au traits, ou, Elémens des ordres, Paris, Chez l'auteur, 1804 (lire en ligne)[7]
- Recueil d'architecture nouvelle, vol. Première partie, Paris, Chez l'auteur, an 13 (1805) (lire en ligne)
- Guillaume Édouard Allais, Athanase Détournelle et Antoine-Laurent-Thomas Vaudoyer, Projets d'architecture et autres productions de cet art, qui ont mérités les Grands Prix accordés par l'Académie, par l'Institut national de France, et par des jurys du choix des artistes ou du gouvernement, Chez Détournelle, 1806 (lire en ligne)
- Guillaume Édouard Allais, Athanase Détournelle et Antoine-Laurent-Thomas Vaudoyer, Grands prix d'architecture. Projets couronnés par l'Académie d'architecture et par l'Institut de France gravés et publiés par Allais, Détournelle et Vaudoyer, Paris, 1806 (lire en ligne)
- Grand prix d'architecture, suite de projets donnés au concours par l'Institut de France pour le prix de Rome, et par l'École des beaux-arts pour les concours mensuels, vol. 2 années 1792 à 1805, Paris, A. Morel et Cie libraires-éditeurs
- « Architecture. Église de la Madeleine », Le journal des arts, des sciences et de la littérature, no 441,‎ 2 janvier 1807, p. 1-4 (lire en ligne)